# スイッチ・パブリッシング
株式会社スイッチ・パブリッシング（英語表記:Switch Publishing Co., Ltd）は、日本の出版社。東京都港区に本社を置く。

## 沿革
- 1994年8月1日、創業。
- 2006年4月17日、社屋を西麻布へ移転。
- 2006年5月、「Rainy Day Bookstore & Cafe」運営開始。

## 主な出版物
SWITCH
1985年創刊。2004年1月に新装刊。創刊より当社設立まで、フジパシフィック音楽出版子会社のスイッチ・コーポレーション（現株式会社スイッチ）により発行、扶桑社から発売されていた。
個人により深くスポットを当て、普段のインタビューでは語りつくせない事も取り上げる。2004年の新装刊以降は、より現場に密着取材した内容が増えている。特定の分野にとらわれずに、モノをつくる「クリエイター」「アーティスト」を中心に幅広く特集しており、そのため本屋では置かれる分野のコーナーが店ごとに違っていることもある。
COYOTE
2004年8月5日創刊。旅をテーマにした雑誌。クリエイター達に海外を中心に旅をしてもらい、その独自の感性によるアイデアや見聞を伝えている。毎号ごとにテーマが違うのが特徴。
読者層は30代の男性が中心で、それなりに経済力のある人が多い。
MONKEY
2013年10月7日創刊。翻訳家・柴田元幸が責任編集を務める文芸誌。
ヴィレッジブックスで刊行されていた雑誌「モンキービジネス」の実質的な後継誌であり、執筆陣も踏襲している。創刊号の特集はポール・オースター。

## Rainy Day Bookstore & Cafe
2006年5月にオープンしたスイッチ・パブリッシング直営のカフェと本屋であり、本社ビル地下1階に店を構える。カフェの料理は季節の移り変わりに合わせてメニューも変わっていくのが特徴。本屋のほうでは2007年1月から特定の人物にスポットを当てた特集を組み、第3土曜日に文筆家の大竹昭子をMCにしたトークイベント「カタリココ」を行っている。過去に迎えたトークゲストは以下の通り。カタリココ以外でもイベントや演奏会を何度も行っている。

### カタリココ
1. 2007年1月20日 茂木健一郎（脳学者）
2. 2007年2月17日 スズキコージ（絵本作家）
3. 2007年3月17日）角田光代（小説家）
4. 2007年4月21日 坂田明（ジャズサックス奏者）
5. 2007年5月19日 岸本佐知子（翻訳家）
6. 2007年6月16日 都築響一（編集者・写真家）
7. 2007年9月14日 森村泰昌（芸術家）
8. 2007年10月20日 古川日出男（小説家）
9. 2007年11月17日 多和田葉子（作家）